# Homalocephala polycephala
Homalocephala polycephala ist eine Pflanzenart in der Gattung Homalocephala aus der Familie der Kakteengewächse (Cactaceae). Das Artepitheton polycephala leitet sich von den griechischen Worten poly für ‚viele‘ sowie kephale für ‚Kopf‘ ab und verweist auf de sprossende Wuchsform der Art. Fremdsprachige Trivialnamen sind „Biznaga de Chilitos“, „Cotton Top Cactus“, „Harem Cactus“, „Many-Headed Barrel Cactus“ und „Woolly-Headed Cactus“.

## Beschreibung
Homalocephala polycephala wächst meist sprossend und Klumpen bildend mit kugelförmigen bis zylindrischen Trieben, die bei Durchmessern von 10 bis 20 Zentimetern Wuchshöhen von 30 bis 60 Zentimetern erreichen. Es sind 13 bis 21 Rippen vorhanden. Die 4 rötlichen bis etwas purpurfarbenen, unregelmäßig ausgebreiteten Mitteldornen vergrauen im Alter. Der unterste von ihnen ist etwas abwärts gebogen, die übrigen sind mehr oder weniger gerade und stark quer gebändert. Die Mitteldornen sind 6 bis 7,5 Zentimeter lang. Die 6 bis 8 unregelmäßig ausgebreiteten Randdornen ähneln den Mitteldornen und sind 3 bis 4,5 Zentimeter lang.
Die gelben Blüten haben einen rosafarbenen Mittelstreifen. Sie erreichen Längen von 5 Zentimetern und ebensolche Durchmesser. Die bei der Reife trockenen Früchte sind mit weißen Haaren besetzt und 1,2 bis 2 Zentimeter lang.

## Verbreitung, Systematik und Gefährdung
Das Verbreitungsgebiet von Homalocephala polycephala erstreckt sich vom Süden der Vereinigten Staaten bis in den Norden Mexikos.
Die Erstbeschreibung als Echinocactus polycephalus wurde 1856 durch George Engelmann und John Milton Bigelow veröffentlicht. Mario Daniel Vargas-Luna und Rolando T. Bárcenas stellten die Art 2018 in die Gattung Homalocephala. Ein weiteres nomenklatorisches Synonym ist Emorycactus polycephalus (Engelm. & J.M.Bigelow) Doweld (1996).
Es werden folgende Unterarten unterschieden:
- Homalocephala polycephala subsp. polycephala
- Homalocephala polycephala subsp. xeranthemoides (J.M.Coult.) Vargas & Bárcenas

In der Roten Liste gefährdeter Arten der IUCN wird die Art als „Least Concern (LC)“, d. h. als nicht gefährdet geführt.

## Nachweise